# قهوه‌خانه تنبل
قهوه‌خانه تنبل، عنوان قهوه‌خانه ای از قهوه‌خانه‌های تهران قدیم است که در چهارراه سوسکی واقع بوده است. این قهوه‌خانه در کنار قهوه‌خانه‌های دیگری همچون: قهوه‌خانه قنبر، قهوه‌خانه عرش، قهوه‌خانه باغ اناری، قهوه‌خانه سرگذر، و... معروفترین و معتبرترین قهوه‌خانه‌های تهران در عهد قاجار بودند.
ناصر نجمی در کتاب طهران عهد ناصری نوشته است که قهوه‌خانه تنبل، مرکز تجمع باباشمل‌ها و کلاه نمدی‌ها و لوطی‌های شهر تهران بود.